# 일라이자 베넷
일라이자 베넷(Eliza Bennett, 1992년 3월 17일 ~ )은 잉글랜드의 배우이다.

## 출연 작품
- 스위트 비셔스 (2016)
- H8RZ (2015)
- 컨파인 (2012)
- 백설공주: 또 다른 이야기 (2012)
- 에프 (2010)
- 젠틀 크리처 (2009)
- 시간에서 시간으로 (2009)
- 잉크하트 (2008)
- 컨트랙터 (2007)
- 엄지손가락의 아픔 (2006)
- 슈퍼노바 (2005)
- 내니 맥피 - 우리 유모는 마법사 (2005)
- 내 남자친구는 왕자님 (2004)